# Hotel Al-Rashid
El Hotel Al-Rashid (en árabe, فندق الرشيد) es un edificio de 18 pisos ubicado en la Zona Verde (Bagdad), Irak. El nombre proviene del quinto y más famoso califa, Harún al-Rashid, que gobernó desde el año 786 hasta el 809. 

## Historia
El hotel es uno de los principales establecimientos hoteleros de la ciudad, así como de los más altos. Desde la invasión de Irak de 2003 y al estar en el área más segura de la capital iraquí, conocida como Zona Verde, se ha convertido en uno de los principales puntos de descanso para los perdiodistas internacionales, al igual que el Hotel Palestina y el Sheraton Ishtar, aunque esos dos están fuera del perímetro de la Zona Verde, hecho que les hace más vulnerables.
En 1991, durante la Guerra del Golfo, el hotel ganó popularidad tras el establecimiento del noticiero de la popular CNN en el mismo hotel. Cuando finalizó la contienda, el hotel volvió a acoger principalmente hombres de negocios occidentales, prensa extranjera y a diplomáticos.
Después de la invasión de Irak de 2003, el hotel se convirtió en una base de la Coalición y del ejército norteamericano. Cuando las tropas norteamericanas entraron, observaron que después de la Guerra del Golfo habían instalado un mosaico de azulejos en el suelo del vestíbulo que representaba la cara del expresidente George Herbert Bush con una mirada de asombro en su rostro. Al estar en la entrada, los clientes pisaban su cara al acceder o salir del edificio; un hecho que se considera como gran ofensa en el cultura árabe. Los soldados estadounidenses rompieron el mosaico para añadir otro con la cara de Saddam Hussein.
El 26 de octubre de 2003, diez cohetes Katyusha fueron disparados por la insurgencia e impactaron contra el hotel, causando la muerte de teniente coronel Charles H. Buehring e hiriendo a otras 17 personas. El Secretario Adjunto de Defensa, Paul Wolfowitz, se alojaba en el hotel la noche del ataque pero resultó ileso.
Antes de la invasión de Irak de 2003, el hotel albergaba un centro comercial. Las tiendas que ofrecen artículos a mano, souvenirs, alfombras y joyerías. El hotel también alberga un Café Internet en 2002.